# 松平信綱
松平 信綱（まつだいら のぶつな）は、江戸時代前期の大名で武蔵国忍藩主、同川越藩藩主。老中。官職名入りの松平伊豆守信綱の呼称で知られる。

## 生涯

### 出生
慶長元年（1596年）、徳川家康の家臣・大河内久綱の長男として武蔵国で生まれる。父の久綱は伊奈忠次配下の代官として小室陣屋付近（埼玉県北足立郡伊奈町小室）に居住していたので、当地で生まれたとする説が有力である。生母・深井氏は白井長尾氏の末裔であり、母方の祖父・深井好秀は長尾景春の玄孫である。

### 養子
慶長6年（1601年）に叔父・松平右衛門大夫正綱の養子となる。あるとき正綱が一人でいると、当時は三十郎と名乗っていた信綱がやって来て、「私は代官の子で口惜しい。恐れながら名字が欲しいので養子にしてほしいです」と嘆願した。正綱は笑いながら「そなたはまだ幼少の身分で本名を捨て我が名字を望むのはなぜか?」と訊ねた。「私の本名では御上の近習を勤めることは叶い難い。何卒養子にもなれば御座近く御奉公できるかもしれない」と答えた。正綱は不憫に思い、「なるほど、望みのように養子にしよう。けれども一通り父母に申してから字（あざな）を遣わそう」と挨拶した。両親にもこの旨を話して事が済むと、信綱は大いに喜んで「今日よりは松平三十郎なり」と述べたという。

### 家光の小姓・元服
慶長8年（1603年）9月3日、将軍世子の徳川秀忠に、11月には正綱に従って伏見城に赴き、11月15日に徳川家康と初めて拝謁した。慶長9年（1604年）7月17日に秀忠の嫡男・徳川家光が誕生すると、7月25日に家光付の小姓に任じられて合力米3人扶持になった。慶長10年（1605年）12月3日に5人扶持となる。
慶長16年（1611年）11月15日に前髪を落として元服し、正永と名乗る。慶長18年（1613年）1月28日に井上正就の娘と結婚した。ただし慶長15年（1610年）から慶長16年（1611年）にかけて胃病を患い在郷で養生していたという。

### 出世の道
元和6年（1620年）1月20日に500石を与えられた。
このとき家紋も三本扇とした。この年の12月下旬に養父の正綱に実子の松平利綱（正次・左門）が生まれると、信綱は「正」の通字を継ぐのは実子であるとして自らは名を正永から信綱と改め、元和9年（1623年）6月15日に御小姓組番頭に任命され、新たに300石の加増を受けた。7月には家光の将軍宣下の上洛に従い、従五位下伊豆守に叙位・任官された。
寛永元年（1624年）5月16日には1,200石を加増された。寛永3年（1626年）7月には家光の上洛に再度従った。寛永5年（1628年）1月5日には相模国高座郡・愛甲郡で8,000石の所領を与えられて、合計1万石の大名となった。このときに一橋門内において屋敷を与えられた。寛永7年（1630年）5月17日には上野国白井郡・阿保郡などで5,000石を加増される。
寛永9年（1632年）1月に大御所だった秀忠が死去すると、信綱は養父と共に遺銀400枚を賜った。
4月13日に家光の日光山参詣に従う。11月18日には老中と小姓組番頭を兼務した。
寛永10年（1633年）3月23日、阿部忠秋や堀田正盛、三浦正次、太田資宗、阿部重次らと共に六人衆に任命された。5月5日、阿部忠秋や堀田正盛らと共に家光より老中に任じられ、同時に1万5,000石を加増されて3万石で武蔵忍に移封され、忍城付の与力20騎・同心50人を預けられた。この年の5月から井上正重らと近江国や大坂・奈良などを巡検した。11月には徳川忠長配流の地を予定してか上総国佐貫を巡検している。
寛永11年（1634年）3月3日に「老中職務定則」と「若年寄職務定則」を制定。6月には家光の上洛に嫡男・輝綱と共に従い、6月27日に家光より駿府城で刀と盃を賜った。閏7月29日に従四位下に昇叙される。
寛永12年（1635年）10月29日、それまで兼務していた小姓組番頭を罷免された。
11月には寺社奉行や勘定頭、留守居などの職制を制定。11月15日には月番制も定め、将軍直轄の体制を固めて職務を円滑に進めることができるように改革を進めた。
寛永13年（1636年）4月に家光が日光参詣に赴いた際、信綱は江戸に留まって江戸城普請監督を務め、12月の朝鮮通信使の日光参詣では惣奉行として随行した。
寛永14年（1637年）10月16日には家光を自邸に迎えて盛大に饗応した。

### 島原の乱
寛永14年（1637年）10月末に肥前国島原や肥後国天草郡などでキリシタン一揆が発生した（島原の乱）。信綱ら首脳陣は当初、板倉重昌と石谷貞清を派遣し、さらに日根野吉明や鍋島勝茂、寺沢堅高、松倉勝家ら九州の諸大名に鎮圧と加勢を命じた。しかし一揆勢は原城に立て籠もって抗戦し、戦闘は長期化した。
当初、幕府軍の総大将は板倉重昌であり、信綱は戸田氏鉄と共に一揆鎮圧後のお仕置、つまり一揆が鎮定してのちの処分を仰せつけるために派遣されことになった。だが寛永15年（1638年）1月1日に重昌が戦死。石谷貞清も重傷を負ったため、代わって信綱が幕府軍の総大将に就任することになった。
1月11日には篭城する一揆軍に対してオランダ船のデ・ライブ号に要請して援護射撃をさせた。
1月28日に副将格の戸田氏鉄が負傷するなど一揆の抵抗も激しく、信綱は立花宗茂、水野勝成、黒田一成ら戦陣経験がある老将達と軍議を行い兵糧攻めに持ち込んだ。この結果、2月下旬には一揆の兵糧はほぼ尽きてしまい、2月28日までに原城を陥落させた。信綱は一揆の総大将である天草四郎の首実検を行い、さらし首とした。このとき信綱の家臣6名も戦死し、手負い103名であった。3月1日には原城を破却して捕らえた者は斬首してさらした。また松倉勝家・寺沢堅高両名も一揆を招いた責任ありとして処罰を言い渡した。

### 幕藩体制の完成
島原の乱の後、一揆鎮圧の勲功を賞され、寛永16年（1639年）1月5日には3万石加増の6万石で川越藩に移封された。信綱は城下町川越の整備、江戸とを結ぶ新河岸川や川越街道の改修整備、玉川上水や野火止用水の開削、農政の振興などにより藩政の基礎を固めた。また、キリシタン取締りの強化や武家諸法度の改正、ポルトガル人の追放を行い、オランダ人を長崎の出島に隔離して鎖国制を完成させた。
寛永15年（1638年）11月に土井利勝らが大老になると、信綱は老中首座になって幕政を統括した。寛永16年（1639年）8月に江戸城本丸が焼失すると、その再建の惣奉行を務めた。慶安元年（1648年）4月に養父の正綱が死去した際には銀100枚を賜ったが、その遺領は実子の松平正信や松平正朝に継がせて自らは拒絶した。この頃は家光実父の台徳院（秀忠）、生母の崇源院の法事奉行を務めている。

### 家綱時代
慶安4年（1651年）4月の家光没後はその息子で第4代将軍となった徳川家綱の補佐に当たり、家光没後の直後に起こった慶安の変を7月に鎮圧した。承応元年（1652年）9月に老中暗殺を目的とした承応の変も鎮圧した。明暦3年（1657年）1月の明暦の大火などの対応に務めた。

### 最期
寛文2年（1662年）1月18日に病気に倒れて出仕できなくなり、嫡男の輝綱が代理として出仕した。1月19日に小用がつかえたが服薬して回復した。1月21日には将軍の上使として大久保忠朝が派遣された。1月26日には病が再発し、死を悟った信綱は他の老中へ暇乞いして遺言まであった。1月27日には久世広之、1月29日に本多忠隆らが派遣されて茶・菓子・薬を賜った。このため見舞いの使者がおびただしく訪れた。3月になると危篤状態となり、3月15日に老中の阿部忠秋に嫡子・輝綱のことを頼んだという。
3月16日の夕刻に老中在職のまま死去した。享年67（満65歳没）。跡を長男の輝綱が継いだ。

## 方広寺大仏（京の大仏）建て替えへの関与

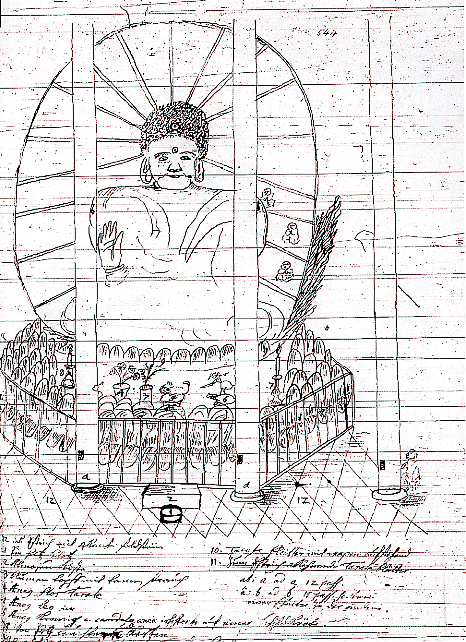
エンゲルベルト・ケンペルの方広寺大仏（京の大仏）のスケッチ。寛文年間（万治年間とする史料もある）に方広寺大仏は損壊したため、江戸幕府の主導で建て替えられることになった。

寛文2年（1662年）5月1日（新暦では6月16日）に、寛文近江・若狭地震が発生し、京都全域に被害をもたらしたが、この地震で豊臣秀頼の造立した銅造の方広寺大仏（京の大仏）が損壊した(地震発生前から、経年劣化などで既に大仏は損壊していたとする説もある)。方広寺大仏は高さ6丈3尺（約19m）とされ、東大寺大仏の高さ約14mを上回り、当時大仏としては日本一の高さを誇っていた（なお、この頃はまだ松永久秀による兵火で焼失した、東大寺大仏及び大仏殿の再建はなされていない）。方広寺を管理下に置いていた妙法院の、時の門主尭恕法親王の日記によれば、武家より大仏を鋳造(銅造)から木造に改めるよう命令がなされ、損壊した旧大仏は取り壊され、新しく木造で大仏が再興された。この一連の経緯について、豊臣氏の遺産である銅造の大仏の存在を快く思わない江戸幕府が、修繕計画すら立てずに既存大仏の解体と、（銅造に比べれば質の劣ると見なされた）木造での再建を決定し、それが実行され、大仏躯体の銅材は亀戸銭座に運び込まれ、寛永通宝（文銭）鋳造の原料に用いられたのだという風説が大衆に流布した。「大仏躯体の銅材を銭貨にする」という案は松平信綱の発案によるもので、上記案は通貨量の不足を解消するための公益上必要な措置であると時の将軍徳川家綱に建議し、それが了承され実行されたのだとも噂された（新寛永(文銭)項目も参照）。方広寺大仏建て替えの経緯については不明確な点が多いが、江戸幕府が関与したのは事実で、妙法院が大仏再建の経緯を綴った『洛東大仏殿修覆並釈迦大像造営記』によれば、京都所司代の牧野親成の指示のもと、仏師玄信が大仏再建にあたったという。
上記風説のうち、「松平信綱の建議による」という話については、通説通りに大仏が寛文2年（1662年）5月1日の地震で損壊したとすれば、彼が寛文2年（1662年）3月に死去しているので真実とは考えにくい。ただし諸史料の分析から、地震発生前に経年劣化などで既に大仏は損壊していたとし、5月1日以前に大仏の建て替えが決まっていたとする説もある。

## 人物・逸話

### 才智と評価
- 家光は「いにしへよりあまたの将軍ありといへども、我ほど果報の者はあるまじ。右の手は讃岐（酒井忠勝）、左の手は伊豆」（『空印言行録』）と評し、忠勝と信綱が幕府の確立に大きく寄与したことを評価している。また「伊豆守のごとき者を今1人持ったならば心配は無いのだが」と小姓の三好政盛に語った[20]。
- 柳生宗矩、春日局と共に家光を支えた「鼎の脚」の1人に数えられた。
- 酒井忠勝は阿部忠秋に「信綱とは決して知恵比べをしてはならない。あれは人間と申すものではない」と評している[21]。
- 阿部忠秋は「何事にもよらず信綱が言うことは速い。自分などは後言いで、料簡が無いわけではないが、2つ3つのうちいずれにしようかと決断しかねているうち、信綱の申すことは料簡のうちにある」とその才智を認めている（『事後継志録』）[22]。
- 行政では民政を得意としており、幕藩体制は信綱の時代に完全に固められたと言ってよい。また、慶安の変や明暦の大火などでの善処でも有名で、政治の天才とも言える才能を持っていた。幕政ばかりではなく藩政の確立・発展にも大きく寄与しており、川越を小江戸と称されるまでに発展させる基礎を築き上げ、のちの大正11年（1922年）12月に埼玉県で最初の市制を布かれるきっかけになった。信綱は現在でも川越市民に最も記憶されている藩主である[23]。
- 政治の取り締まりに関して信綱は「重箱を摺子木で洗うようなのがよい。摺子木では隅々まで洗えず、隅々まで取り締まれば、よい結果は生まれないからである」と述べている。それに対してある人が「世の禁制は3日で変わってしまうことが多い」と嘆いていると「それは2日でも多いのだ」と言ったという（『名将言行録』）[24]。
- ただしこれだけ多くの人々に評価されていながら、人望は今ひとつで「才あれど徳なし」と評されてもいる。老中首座時代には同僚であった堀田正盛の子・堀田正信にその幕政を批判されてもいる。これは信綱が茶の湯や歌会、舞、碁、将棋などを好まず、生真面目に政務を行なっていたためともいわれている。また信綱は下戸で酒を嗜まなかったといわれており、ここにも一因している。信綱の好きなことは暇なときに心を許した者を集めて政治などの話を問答することだったという[22]。
- 明暦の大火の際、信綱は老中首座の権限を強行して1人で松平光長ら17人の大名の参勤を免除した。徳川頼宣は信綱が勝手に決めたことを非難したが、「このようなことを議すると、何かと長談義に日を費やし無益です。後日お咎めあれば自分1人の落度にしようとの覚悟で取り計らいました。今度の大災害で諸大名の邸宅も類焼して居場所も無く、府内の米蔵も焼けました。このようなときに大名が大勢の人数で在府すれば食物に事欠き、飢民も多くなるでしょう。よって江戸の人口を減少させて民を救う一端となります。万一この機に乗じ逆意の徒があっても、江戸で騒動を起こされるより地方で起こせば防ぐ方策もあろうかとこのように致しました」と述べた。頼宣は手を打って感嘆したという。ちなみに飢民救済のため、信綱は米相場高騰を見越して幕府の金を旗本らに時価の倍の救済金として渡した。そのため江戸で大きな利益を得られると地方の商人が米を江戸に送ってきたため、幕府が直接に商人から必要数の米を買い付け府内に送るより府内は米が充満して米価も下がったという[25]。
- 明暦の大火の時、大奥女中らは表御殿の様子がわからず出口を見失って大事に至らないように信綱は畳一畳分を道敷として裏返しに敷かせて退路の目印とし、その後に大奥御殿に入って「将軍家（家綱）は西の丸に渡御された故、諸道具は捨て置いて裏返した畳の通りに退出されよ」と下知して大奥女中を無事に避難させたという（『名将言行録』）[24]。
- 慶安の変で丸橋忠弥を捕縛する際、丸橋が槍の名手であることから捕り手に多数の死者が出ることを恐れた信綱は策を授けた。丸橋の宿所の外で夜中に「火事だ」と叫ばせた。驚いた丸橋が様子を見ようとして宿所の2階に上ってくると、その虚をついて捕り手が宿所内に押し寄せて丸橋を捕らえたという（『名将言行録』）[24]。

### 信綱の忠義
- 慶安4年（1651年）の家光の死の際に殉死しなかったことを江戸市民は非難し、「伊豆まめは、豆腐にしては、よけれども、役に立たぬは切らずなりけり」と皮肉ったという。他にも「弱臣院前捨遺豆州太守弱死斟酌大居士」と称され、「仕置きだて、せずとも御代は、まつ平、ここに伊豆とも、死出の供せよ」と皮肉られている。ただし信綱が殉死しなかったのは、家綱の補佐を家光から委託されていたためであり、信綱は「二君にまみえず」とは違う家中に仕えることを指しており、先代に御恩を蒙っている者が皆殉死したら誰が徳川家を支えるのかと反論している[26]。
- 甲州流軍学を教える小幡景憲と学問の話をしたとき、信綱は「武田信玄は名将であっても、終に天下を取る人ではなかった。家康公は古今の名将である。よって信玄の兵法を習はんより聞かんより権現様の御武略の事を聞、四書五経をきかんより御代々の御法度を知たる人に聞給はば差当りて身の徳と成へし」と言った[27]。
- 家光の小姓の時代のとき、他の小姓が務めをさぼりがちだったのに対し、信綱は常に詰所にあって主君の御用に間に合わないことは無かったという[28]。
- 家光が竹千代と名乗っていた頃、将軍の秀忠の寝殿の軒端でスズメが巣を作り、子がかえった。当時は11歳だった三十郎こと信綱は家光から「巣を取ってまいれ」と申し付けられたので、日が暮れてから寝殿の軒に忍んだ。ところが巣を取るとき、誤って足を踏み外して中庭に落ちてしまい、寝殿にいた秀忠に気づかれてしまった。秀忠は刀を手にして「誰の命令でここに来た?」と問い詰めたが信綱は「自分がスズメの巣が欲しかっただけでございます」と答えるのみであった。秀忠は誰の命令か事情を察していたが強情な信綱を見て、「年齢に似ず不敵な奴だ」と信綱を大きな袋に入れて口を封じて縛りつけた。秀忠の正室で家光の生母である於江も事情を察して、夜が明けると侍女に命じて密かに信綱に朝食を与えた。昼に秀忠は再び誰の命令か言うように問い詰めたが、信綱は前と同じように答えるだけだった。秀忠はその態度を見て怒るどころか今後を戒めた上で解放した。のちに秀忠は江に向かって「（信綱が）今のまま成長したら、竹千代の並びなき忠臣となるだろう」と言って喜んだという[29]。

### その他
- 比企郡川島町には「出丸」（いでまる）という地名がある。一説によれば、その由来は、信綱の政治手腕に感激した当地の農民たちが信綱のことを「いでまる（伊豆丸）」と呼びそれがそのまま地名になって定着したという。
- 幕府の実力者として諸藩より評価されており、依頼を受けた場合は幕藩関係で事前の根回しや指南を行う取次の老中となってその藩の指導をおこなった。

## 略年譜
（老中就任の年月日は諸説あり、略年譜の日付は代表的と思われる説をあげてある）。
- 慶長元年10月30日（1596年12月19日）、現在の埼玉県伊奈町に誕生。
- 慶長6年（1601年）、叔父松平正綱の養子となる（慶長8年（1603年）説あり）。
- 慶長9年7月25日（1604年8月20日）、徳川家光の小姓となる。
- 元和9年7月27日（1623年8月23日）、従五位下・伊豆守に叙任。
- 寛永4年1月5日（1627年2月19日）、1万石となり、大名に列する。
- 寛永9年11月18日（1632年12月29日）、老中格となる。
- 寛永10年3月23日（1633年5月1日）、松平信綱・阿部忠秋・堀田正盛・三浦正次・太田資宗・阿部重次が六人衆となる（後年の若年寄に相当する）。
- 寛永10年5月5日（1633年6月11日）、老中に任ぜられる。同日、忍藩3万石に封ぜられる。
- 寛永11年閏7月29日（1634年9月21日）、従四位下に昇叙。
- 寛永14年（1637年） - 寛永15年（1638年）、島原の乱の鎮圧のため、九州に赴く。
- 寛永15年11月7日（1638年12月12日）、老中首座となる。
- 寛永16年1月5日（1639年2月7日）、川越藩6万石に転封。

川越藩主時代には、川越街道や城下町の整備、野火止用水の開削などに手腕を発揮している。
- 寛永20年11月4日（1643年12月14日）、侍従を兼任。
- 慶安4年4月20日（1651年6月8日）、徳川家光、没。
- 慶安4年（1651年）7月、慶安の変。
- 承応2年閏6月5日（1653年7月29日）、老中首座から老中次座（首座に次ぐ席次）となる。
- 寛文2年3月16日（1662年5月4日）、病没。

## 登場作品
信綱を題材とした作品
- 書籍
  - 柴田錬三郎『徳川三国志』（集英社文庫・文春文庫）
  - 中村彰彦『知恵伊豆に聞け』（実業之日本社、2003年） ISBN 4408534390
  - 門井慶喜『江戸一新』（中央公論新社、2022年）

- テレビドラマ
  - 『徳川三国志』（NET、1975年、演：松方弘樹）
  - 『寛永風雲録』（日本テレビ、1991年、演：里見浩太朗）

その他の作品
- 漫画
  - よしながふみ『大奥』（白泉社）
  - 白土三平『カムイ伝 第二部』（小学館）

- 映画
  - 『青葉城の鬼』（大映、1962年、演：杉山昌三九）
  - 『武士道残酷物語』（東映、1963年、演：那須伸太朗）
  - 『忍びの者 伊賀屋敷』（大映、1965年、演：山形勲）
  - 『柳生一族の陰謀』（東映、1978年、演：高橋悦史）
  - 『影の軍団 服部半蔵』（東映、1980年、演：成田三樹夫）
  - 『魔界転生』（東映、1981年、演：成田三樹夫）
  - 『魔界転生』（東映、2003年、演：柄本明）

- テレビドラマ
  - 『それからの武蔵』　(毎日放送、1964年-1965年、演:  小柴幹治)
  - 『柳生武芸帳』　(NET、1965年、演:  北龍二)
  - 『大奥 (1968年版)』（関西テレビ、1968年、演：中村錦司）
  - 『柳生十兵衛』　(フジテレビ、1970年、演: 中山仁)
  - 『春の坂道』　(NHK、1971年、演: 大出俊)
  - 『一心太助』　(フジテレビ、1971年、演: 東千代之介（第1話）)
  - 『忍法かげろう斬り』　(関西テレビ、1972年、演: 高橋悦史)
  - 『江戸を斬る 梓右近隠密帳』（TBS、1973年、演：神山繁）
  - 『柳生一族の陰謀』(関西テレビ、1978年、演: 高橋悦史)
  - 『長七郎天下ご免!』（テレビ朝日、1979年、演：丹波哲郎）
  - 『徳川の女たち』 (フジテレビ、1980年、演: 御木本伸介)
  - 『それからの武蔵』(テレビ東京、1981年、演:  平田昭彦)
  - 『柳生新陰流』　(テレビ東京、1982年、演:  川津祐介）
  - 『大奥（1983年版）』（関西テレビ、1983年、演：平幹二朗）
  - 『長七郎江戸日記』　(NTV、1983年、演: 御木本伸介)
  - 『風雲 柳生武芸帳』　(テレビ東京、1985年、演:村井国夫)
  - 『春日の局』 (NHK、1989年、演：沢登伸一（澤登伸一）（幼少期：関根信行、少年期新井信彦))
  - 『荒木又右衛門 決戦・鍵屋の辻』　(NHK、1990年、演: 林与一)
  - 『将軍家光忍び旅』（テレビ朝日、1990年、演：田村亮）
  - 『柳生武芸帳』(NTV、1990年、演:  あおい輝彦)
  - 『柳生武芸帳 柳生十兵衛五十人斬り』(NTV、1990年、演:  あおい輝彦)
  - 『柳生武芸帳 京に渦巻く大陰謀！十兵衛と謎の姫君』(NTV、1991年、演:  あおい輝彦)
  - 『柳生武芸帳 十兵衛あばれ旅』(NTV、1991年、演:  あおい輝彦)
  - 『柳生武芸帳 十兵衛あばれ旅　伊達六十二万石の陰謀』(NTV、1992年、演:  あおい輝彦)
  - 『徳川無頼帳』　(テレビ東京、1992年、演:  中山昭二)
  - 『徳川武芸帳柳生三代の剣』　(テレビ東京、1993年、演: 勝部演之)
  - 『徳川剣豪伝 それからの武蔵』　(テレビ東京、1996年、演:  石原良純)
  - 『葵　徳川三代』　(NHK、2000年、演:  飛田航介（幼少期：宮本大輝→山本一輝))
  - 『天下騒乱〜徳川三代の陰謀』　(テレビ東京、2006年、演:  森岡豊)
  - 『柳生十兵衛七番勝負 島原の乱』　(NHK、2006年、演: 西郷輝彦)
  - 『柳生十兵衛七番勝負 最後の闘い』 (NHK、2007年、演: 西郷輝彦)
  - 『柳生一族の陰謀』　(テレビ朝日、2008年、演:   国広富之)
  - 『柳生武芸帳』　(テレビ東京、2010年、演:風間トオル)
  - 『大奥〜誕生［有功・家光篇］』（TBS、2012年、演：段田安則）
  - 『柳生一族の陰謀』　(NHK、2020年、演:   山田純大 )

- ゲーム作品
  - 『Fate/Grand Order』（TYPE-MOON、2015年）

- 舞台作品
  - 宝塚歌劇『Messiah—異聞・天草四郎』(宝塚歌劇団、花組、2018年、演:水美舞斗)